# Pseudemoia cryodroma
Pseudemoia cryodroma är en ödleart som beskrevs av  Hutchinson och DONNELLAN 1992. Pseudemoia cryodroma ingår i släktet Pseudemoia och familjen skinkar. Inga underarter finns listade i Catalogue of Life.